# Campionati mondiali di nuoto in vasca corta 2024 - 800 metri stile libero maschili
La gara degli 800 metri stile libero maschili dei campionati mondiali di nuoto in vasca corta 2024 si è svolta il 14 dicembre 2024 presso la Duna Aréna di Budapest.

## Podio
| Pos.    | Atleta            | Nazione  |
| ------- | ----------------- | -------- |
| Oro     | Zalán Sárkány     | Ungheria |
| Argento | Florian Wellbrock | Germania |
| Bronzo  | Ahmed Jaouadi     | Tunisia  |

## Record
Prima della manifestazione il record del mondo (RM) e il record dei campionati (RC) erano i seguenti.
|  | 7'20"46 | Daniel Wiffen        | 10 dicembre 2023 Otopeni   |
|  | 7'29"99 | Gregorio Paltrinieri | 17 dicembre 2022 Melbourne |

Durante la competizione non sono stati migliorati record.

## Programma
| Data             | Ora         |
| ---------------- | ----------- |
| 14 dicembre 2024 | 11:13/18:54 |

## Risultati
| Pos.    | Batteria | Corsia | Atleta                    | Nazionalità        | Tempo       | Note |
| ------- | -------- | ------ | ------------------------- | ------------------ | ----------- | ---- |
| Oro     | 5        | 7      | Zalán Sárkány             | Ungheria           | 7'30"56     |      |
| Argento | 3        | 2      | Florian Wellbrock         | Germania           | 7'31"90     |      |
| Bronzo  | 5        | 5      | Ahmed Jaouadi             | Tunisia            | 7'31"93     |      |
| 4       | 4        | 5      | Sven Schwarz              | Germania           | 7'33"24     |      |
| 5       | 5        | 6      | Luca De Tullio            | Italia             | 7'34"32     |      |
| 6       | 5        | 4      | Victor Johansson          | Svezia             | 7'34"65     |      |
| 7       | 3        | 5      | Elijah Winnington         | Australia          | 7'35"34     |      |
| 8       | 5        | 1      | Nathan Wiffen             | Irlanda            | 7'35"92     |      |
| 9       | 5        | 3      | Savelii Luzin             | NAB                | 7'36"19     |      |
| 10      | 3        | 1      | Daniel Matheson           | Stati Uniti        | 7'37"14     |      |
| 11      | 5        | 8      | Dimitrios Markos          | Grecia             | 7'37"32     |      |
| 12      | 5        | 2      | Kirill Martynychev        | NAB                | 7'39"26     |      |
| 13      | 3        | 8      | Krzysztof Chmielewski     | Polonia            | 7'39"75     |      |
| 14      | 4        | 4      | Damien Joly               | Francia            | 7'40"77     |      |
| 15      | 3        | 4      | Carlos Garach             | Spagna             | 7'41"70     |      |
| 16      | 4        | 1      | Kuzey Tunçelli            | Turchia            | 7'42"39     |      |
| 17      | 4        | 2      | Ondřej Gemov              | Rep. Ceca          | 7'42"50     |      |
| 18      | 4        | 9      | Charlie Clark             | Stati Uniti        | 7'43"87     |      |
| 19      | 4        | 6      | Kazushi Imafuku           | Giappone           | 7'44"10     |      |
| 20      | 4        | 7      | Rami Rahmouni             | Tunisia            | 7'44"40     |      |
| 21      | 3        | 6      | Zhao Heting               | Cina               | 7'45"40     |      |
| 22      | 2        | 4      | Sašo Boškan               | Slovenia           | 7'45"58     |      |
| 23      | 3        | 7      | Andrei Proca              | Romania            | 7'46"86     |      |
| 24      | 4        | 0      | Muhammed Yusuf Özden      | Turchia            | 7'47"94     |      |
| 25      | 3        | 9      | Timothé Barbeau           | Canada             | 7'48"20     |      |
| 26      | 4        | 3      | Kim Jun-woo               | Corea del Sud      | 7'49"71     |      |
| 27      | 4        | 8      | José Paulo Lopes          | Portogallo         | 7'51"23     |      |
| 28      | 3        | 3      | Kris Mihaylov             | Sudafrica          | 7'53"06     |      |
| 29      | 2        | 5      | Mark Iltšišin             | Estonia            | 7'55"30     |      |
| 30      | 2        | 7      | Marin Mogić               | Croazia            | 7'55"55     |      |
| 31      | 3        | 0      | Muhd Dhuha Bin Zulfikry   | Malaysia           | 7'56"81     |      |
| 32      | 2        | 0      | Liggjas Joensen           | Fær Øer            | 8'00"75     |      |
| 33      | 2        | 1      | Diego Dulieu              | Honduras           | 8'01"94     |      |
| 34      | 2        | 6      | Larn Hamblyn-Ough         | Nuova Zelanda      | 8'06"19     |      |
| 35      | 2        | 9      | Nikola Gjuretanovikj      | Macedonia del Nord | 8'06"79     |      |
| 36      | 2        | 3      | Wang Yi Shun              | Hong Kong          | 8'08"22     |      |
| 37      | 2        | 8      | Chirill Chirsanov         | Moldavia           | 8'10"89     |      |
| 38      | 1        | 4      | Alberto Vega              | Costa Rica         | 8'11"18     |      |
| 39      | 1        | 3      | Vladimir Hernández        | Cuba               | 8'34"19     |      |
| 40      | 1        | 5      | Christian Chang-Chipolina | Gibilterra         | 8'59"87     |      |
| DNS     | 1        | 6      | Ali Jaafar                | Iraq               | Non partito |      |
| DNS     | 2        | 2      | Antonio Djakovic          | Svizzera           | Non partito |      |